# Karlov most
Karlov most (češ. Karlův most) je poznati povijesni most koji preko rijeke Vltave povezuje Stari grad s Malom Stranom. Most je dugačak 621 m, a širina mu je 10 m. Most je ukrašen s 30 kipova i statua, većinom u baroknom stilu, koje su izvorno podignute oko 1700., ali sada su sve zamijenjene replikama. Most je službeno nazvan Karlov most 1870. godine, a do tada se nazivao Praški most ili Kameni most.

## Povijest
U 12. stoljeću izgrađen je Juditin most preko Vltave. 1342. dogodila se velika poplava koju Juditin most nije izdržao, te je donesena odluka o gradnji novog mosta.
Kamen temeljac za ovaj most položio je kralj Karlo IV. Legenda kaže, pošto je bio veliki numerolog, za datum izgradnje odabrao je 9. srpnja 1357. godine, u 5 sati 31 minutu (kada se poredaju sve znamenke dobije se simetričan niz neparnih brojeva - 1 3 5 7 9 7 5 3 1). Tijekom velikih ratova most je uništen i popravljan na više mjesta.
Posljednji dan konjske linije na mostu bio je 15. svibnja 1905., kada je zamijenjen električnim tramvajem, a kasnije, 1908. godine, s autobusima. Glavni popravci mosta održani su između 1965. i 1978. godine na temelju suradnje između različitih znanstvenih i kulturnih institutima. Danas je most dostupan samo pješacima. 